# Iván Sánchez (aktor)
Iván Sánchez (ur. 19 listopada 1974 w Móstoles, w Madrycie) – hiszpański aktor i model.

## Życiorys
Urodził się i dorastał w Móstoles w Madrycie. W wieku osiemnastu lat rozpoczął karierę w świecie mody. W 2002 debiutował w roli aktorskiej w serialu Telecinco Dziennikarze (Periodistas). Rozpoznawalność przyniosła mu rola lekarza Raúla Lary w serialu Telecinco Szpital Centralny (Hospital Central, 2006–2011). 
W 2006 został współzałożycielem spółki teatralnej 'The Process - a Theatre Company'. W 2017 zagrał w musicalu El Guardaespaldas w Hiszpanii w Teatro Coliseum w Madrycie, który okazał się sukcesem kasowym.
Był na okładkach magazynów takich jak „GQ”, „Flash!” (w marcu 2013), „Vanity Fair” (w kwietniu 2017), „Mad Men” (w grudniu 2017), „Dear” (w grudniu 2017), „Men’s Health” (w październiku 2018), „Esquire” (w maju 2019) i „Rolling Stone” (w październiku 2023).  
19 października 2022 ukazała się jego książka Sueño.
Ze związku z aktorką i prezenterką Elią Galerą ma dwie córki – Jimenę (ur. 2006) i Olivię (ur. 2010). Pobrali się w 17 października 2014, rozstali się w 2015. Od lutego 2016 do grudnia 2018 był związany z Aną Brendą Contreras.

## Filmografia

### Seriale
- 2002: Dziennikarze (Periodistas)
- 2002-2003: Javier już nie żyje samotnie (Javier ya no vive solo)
- 2003: London Street jako lekarz
- 2003: Bagno (El pantano) jako Camarero
- 2003: 7 żyć (7 vidas) jako Raúl
- 2003: Komisarz (El comisario) jako Dani
- 2003: Nie ma nikogo żywego (Aquí no hay quien viva) jako Fran
- 2003: Krok do przodu (Un paso adelante)
- 2004: Zupa - kuchenny temat (La sopa boba) jako Javier
- 2004: Trendy (De moda)
- 2005: Autentyczny Rodrigo Leal (El auténtico Rodrigo Leal ) jako Rodrigo Leal
- 2006: Z dwóch obcasów (Con dos tacones) jako Eduardo
- 2006-2011: Szpital Centralny (Hospital Central) jako dr Raúl Lara
- 2011: Królowa Południa (La reina del sur) jako Santiago López Fisterra 'El Gallego'
- 2011-2012: Hiszpania, legenda (Hispania, la leyenda) jako Fabio
- 2012: Poza granicą (Way Out) jako John
- 2012: Imperium jako Fabio
- 2013: Burza (La Tempestad) jako Hernán Saldaña
- 2014: Przekraczając granice (Crossing Lines) jako Mateo Cruz
- 2015: Lo imperdonable jako Martin
- 2015: Señorita Pólvora jako Miguel Galindo „M8”
- 2016: Yago jako Yago Vila / Omar
- 2019: Nie zdołasz się ukryć (No te puedes esconder) jako Alex

### Filmy
- 2003: Kocie pocałunki (Besos de gato) jako
- 2007: Blur jako oficer policji #2
- 2015: A la mala
- 2016: Paraíso perdido jako Mateo
- 2018: Asesinato en la Universidad jako Juan Soto Mesa
- 2018: Dibujando el cielo jako Raúl

### Filmy krótkometrażowe
- 2006: Efekt Rubika (El efecto Rubik (& el poder del color rojo))
- 2008: Szalony (Enloquecidas) jako David
- 2009: Paco jako Paco 6
- 2009: Cyklopi (Cíclope) jako Erick